# Pyrinia elfina
Pyrinia elfina là một loài bướm đêm trong họ Geometridae.